# Гуманітарні наслідки російсько-української війни (з 2014)
Гуманітарна ситуація в зоні російсько-українського конфлікту у окупованому Росією Криму і у зоні військового конфлікту на Донбасі починаючи з 2014 року має характер гуманітарної кризи, згідно оцінок правозахисників та міжнародних організацій. Її проявами є систематичні порушення прав людини у вигляді переслідувань, незаконних затримань, викрадень, тортур, заборон організацій, а також надзвичайно важке становище із продуктами харчування, житлом, доступом до медичних послуг та освіти.

## Історія
За оцінками офісу ООН з координації гуманітарних зусиль, на кінець листопада 2014 року у зоні бойових дій на сході України мешкало близько 5,2 млн осіб.

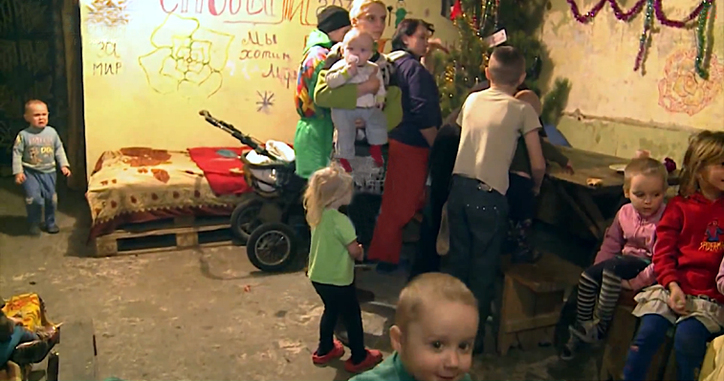
Святкування Нового року та Різдва Христового в бомбосховищі на Донеччині,

Згідно з Рішенням РНБО України, яке було введено в дію 14 листопада 2014 року Кабінет Міністрів України має вжити заходів щодо евакуації державних підприємств, установ та організацій, їх майна та документації разом з працівниками, якщо вони дадуть згоду на це, Міністерство Юстиції України — щодо переміщення виправних установ до інших частин України та переведення суддів, а Національний Банк України має протягом місця припинити обслуговування банками рахунків, у тому числі карткових, фізичних та юридичних осіб на підконтрольних бойовикам територій. З 1 грудня було припинено виплату пенсій та інших соціальних виплат на контрольованих бойовиками територіях.
Факти викрадень та катувань бойовиками, здебільшого проукраїнського населення або з метою наживи за викуп, позасудових страт бойовиками місцевого населення, українських бійців, а також активістів «ДНР» та «ЛНР» були зафіксовані представниками міжнародної правозахисної організації «Amnesty International». Фіксувалися випадки стрільби бойовиків по місцевим жителям На підконтрольних бойовикам територіях значне поширення знайшли терор проти місцевого населення, масові вбивства, доноси, які також мають ознаки особистого зведення рахунків. Особи, проти яких доносять, опиняються у в'язницях.

Гуляння, організовані керівництвом ДНР в День пам'яті жертв голодоморів, 28 листопада 2015 року. Розважальний концерт та ярмарок з розпродажем гуманітарної допомоги

Складною є ситуація з харчовими продуктами, особливо через відсутність коштів в місцевого населення. Так, у Первомайську у листопаді 2014 року роздавали 200 г хліба на день за паспортом або за свідоцтвом про народження дитини При цьому доставка гуманітарних вантажів на ці території від української влади блокується бойовиками. За інформацією від місцевих журналістів та жителів у Червонопартизанську померло від голоду 64 особи, а голодні смерті зафіксовані й у Ровеньках, а також є інформація про факти голодування у Лутугиному, Брянці й Горлівці та про складну ситуацію в Антрациті. Через складні соціально-побутові умови життя, невиплату пенсій та неможливість купити харчі через відсутність коштів ускладнилась соціальна ситуація, і у листопаді 2014 року відбувались виступи населення проти бойовиків з вимогою виплат пенсій та зарплат в Донецьку, Луганську, Свердловську, Єнакієвому, Торезі. Також у «Донецькій народній республіці» бойовики відмовились платити заробітні плати та соціальні відшкодування вчителям професійно-технічних училищ до того часу, коли не буде наповнений «бюджет республіки», замінивши її на продовольчі товари першої необхідності. Водночас, у в одному з лікувальних закладів Луганська за робочий день видають по склянці рису. Пізніше бойовики пообіцяли почати виплату пенсії у «Донецькій народній республіці» з 1 грудня 2014 року. У середині листопада 2014 року була оприлюднена інформація, що бойовики завозять обладнання для друку фальшивих гривень, а наприкінці місяця у «Луганській народній республіці» працівникам установ виплатили зарплатню у розмірі 150 гривень фальшивими купюрами.
Гуманітарна допомога, яка приходила від Росії у вигляді «гуманітарних конвоїв» відбиралась бойовиками у місцевих жителів, розкрадалась та продавалась, про що вони самі заявляли або містила лише боєприпаси чи військову амуніцію, засоби зв'язку та інші предмети військового призначення. Також було зафіксовано, що в складі колон були бензовози, а їх на території Донбасу, що підконтрольна бойовикам, супроводжували військові машини, зокрема, бронетехніка та вантажівки з військовими.
Через обстріли бойовиками міст, які вони займають, частим явищем було пошкодження житлових будинків та об'єктів інфраструктури (зокрема, котелень) у Донецьку, Горлівці та інших містах. Під час артобстрілів місцеве населення намагалося переховуватись у підвалах, беручи з собою речі першої потреби та мінімальний запас харчів Існує проблема з газо-, водо-, електропостачанням, опаленням, медичним та траспортним забезпеченням на територіях, що контролюються бойовиками.
Через відсутність виплат пенсій на підконтрольних бойовикам територіях серед пенсіонерів набув поширення «пенсійний туризм» з метою реєстрації у найближчих містах, що контролюються українською владою для отримання соціальних виплат та подальшому проживанні на окупованому бойовиками Донбасі.
Багато дошкільних навчальних закладів та шкіл не працюють, а більшість з тих, що відкрились на підконтрольних бойовикам території перейшли на навчання за російськими стандартами, програмами та підручниками, Єдиний державний іспит
Частим явищем восени 2014 року стало з'ясування стосунків між різними угрупуваннями бойовиків. Відомо, про перестрілки між краснодонським угрупуванням та прихильниками «ЛНР» у Краснодоні, Антрациті, Красному Лучі на Луганщині, а також в районі Олександрівки на Донеччині. Крім того, з'явились повідомлення про появу збройного підпілля проти пограбувань, що чинили бойовики та російські війська.. У листопаді з'явились випадки дезертирства серед членів деяких угрупувань і їх поміщали до в'язниць, а згодом вивозили до Росії.

### Викрадення
Станом на 8 травня 2014 року у Костянтинівці було викрадено двох членів партії «Свобода» — Ярослава Маланчука і Артема Попика.
10 травня 2014 року об 23:00 з лікарні у Донецьку був викрадений Олексій Демко, член партії «Свобода». 8 травня зранку його було викрадено з власного дому, а 9 травня він був знайдений під Макіївкою з вогнепальним пораненням тазової кістки.
В кінці липня 2017 року в Сорокиному було викрадено місцевого приватного підприємця, Романа Сагайдака.
2 червня 2017 року був викрадений журналіст Станіслав Асєєв. Через півтора місяця, 16 липня 2017 року бойовики повідомили, що блогер затриманий за звинуваченням у «шпигунстві».

### Переслідування журналістів
Вдень 13 квітня бойовики обстріляли у Слов'янську автомобіль журналіста, повідомлялося про поранених. Бойовики затримали у Слов'янську журналіста Саймона Островського, який перебуваючи 4 дні в полоні зміг переповісти про тортури і заручників у підвалах бойовиків.
Під кінець 2014 року в Луганську бойовики тримали у полоні майора НГУ Анатолія Боженка і журналіста з Харкова, що робив репортаж про обмін полоненими.
За даними 2016 року окупований Крим посів 4 місце у світі з рівня обмежень свободи слова, набравши 94 бали і поступившись лише Узбекистану, Таджикистану та Північній Кореї.

### Голодні бунти

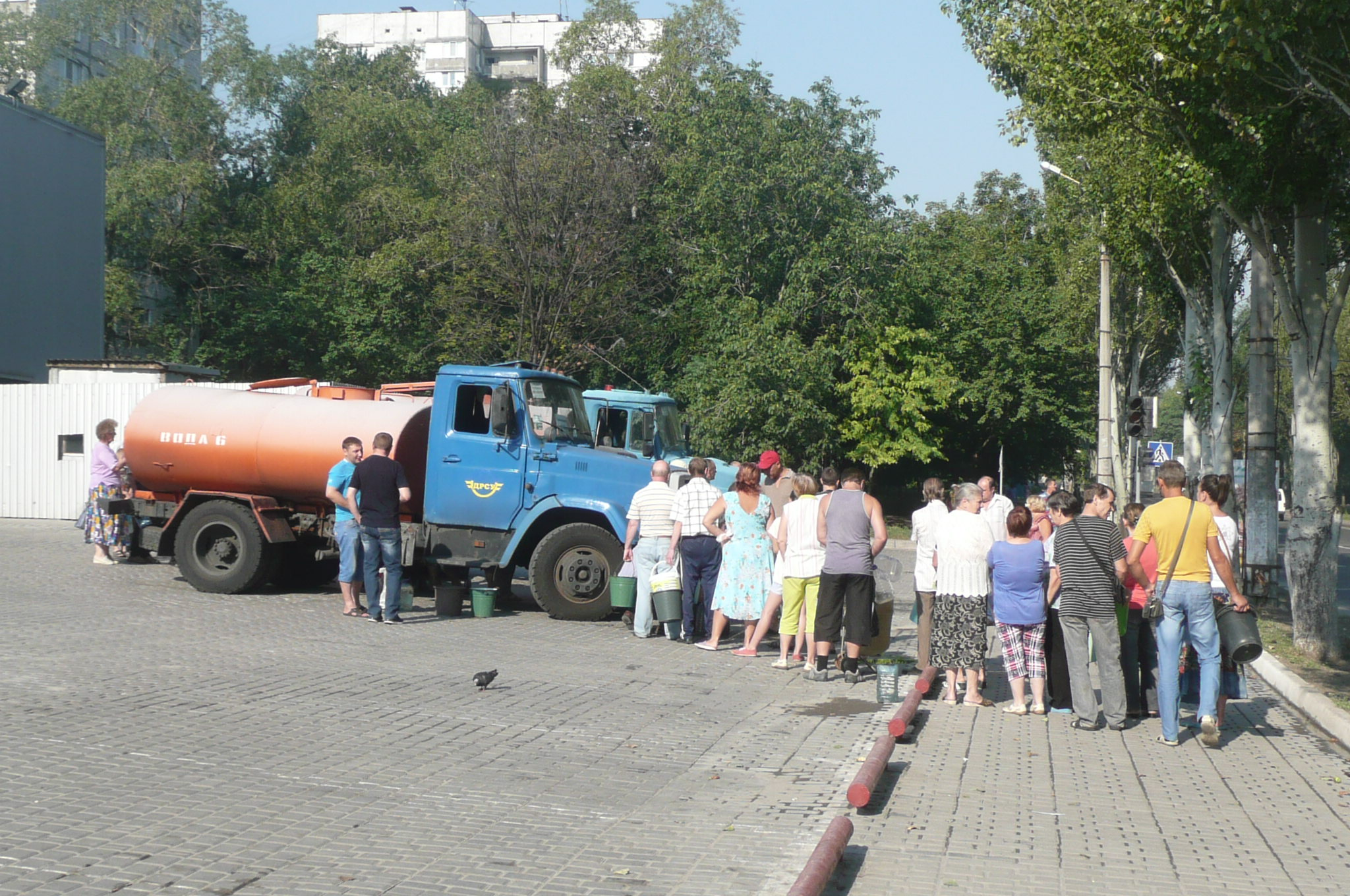
Черга за водою в місті Донецьк,

Починаючи з вересня 2014 року на підконтрольних проросійським військам територіях Донецької та Луганської областей України, розпочалися стихійні протести та акти непокори місцевих жителів, викликані масовим зубожінням населення та нестачею харчових продуктів. Люди вимагали від керівництва проросійських терористичних організацій «ЛНР» та «ДНР» виплат пенсій, соціальної допомоги і заробітних плат, а також припинення терору і мародерства. У відповідь проросійські злочинці запропонували мітингувальникам працювати безкоштовно, а за соціальними виплатами їхати на непідконтрольні проросійським бойовикам території України. Подавлення голодних бунтів здійснювалося незаконними озброєними формуваннями «ЛНР» та «ДНР» з використанням вогнепальної зброї.

### Самосуд та смертна кара
Починаючи з середини вересня 2014 року на всій окупованій території східної України проросійськими бойовиками було фактично легалізовано насилля над людьми: Законодавство України визнано як таке, що не має сили, а на його заміну впроваджено систему покарань, яка базується на «законах сумління» членів терористичної організації та реалізується спеціальними каральними органами і «розстрільними групами НКВС». Якщо затриманий викликає довіру у бойовиків, вони його відпускають, в іншому випадку, особливо якщо це стосується українських поглядів, під гаслом «очищення суспільства», розстрілюють. Серед мирного населення жертвами розстрілів стали українські активісти, місцеві підприємці, люди без постійного місця проживання, безробітні та інші особи, які відмовилися співпрацювати з проросійськими бойовиками. Окрім того, зафіксовано ряд випадків здійснення покарань шляхом сексуальної наруги та публічного забиття полонених (пороттям канчуком).

## Звіти міжнародних організацій

«Почути Донбас. Пряма мова війни. Злочини проти українців у прифронтових населених пунктах Донеччини і Луганщини за період серпень 2018 – серпень 2019». Інформаційний звіт на основі свідчень, записаних в польових місіях 2019 року.

22 лютого 2017 року Amnesty International оприлюднила річну доповідь про стан в Україні у 2016 році.
Як українські сили, так і сили проросійських сепаратистів не понесли відповідальність за порушення міжнародного гуманітарного права, у тому числі воєнних злочинів, таких як катування. Українська влада та де-факто влада у самопроголошених Донецькій та Луганській Народних Республіках проводили незаконні затримання осіб, котрі підозрювались у підтримці протилежної сторони, у тому числі, з метою подальшого використання цих осіб в обміні полоненими. Довгоочікуване Державне бюро розслідувань, яке має розслідувати порушення військових та співробітників правоохоронних органів, було формально створене, але не функціонувало станом на кінець року. Незалежним ЗМІ та активістам не була забезпечена безперешкодна діяльність на території самопроголошених Донецької та Луганської Народних Республік.  ЗМІ, котрі сприймались як проросійські, зіткнулися із утисками на контрольованих українським урядом територіях. Російська влада у Криму продовжила кампанію з викорінення проукраїнського інакомислення. 
Підкомітет ООН з попередження катувань 25 травня призупинив свій візит до України, отримавши від СБУ відмову у доступі до певних її будівель на сході України, де, за отриманою інформацією, таємно утримували та катували ув’язнених. Підкомітет відновив та закінчив свій візит у вересні, підготувавши звіт, на публікацію якого українська влада не дала згоду.